# Чемпіонат НДР з хокею 1985—1986
Чемпіонат НДР з хокею 1986 — чемпіонат НДР, чемпіоном став клуб СК «Динамо» (Берлін) 13-й титул.

## Таблиця
| М  | Команда               | І  | Пер | Н | Пор | Ш     | О  |
| -- | --------------------- | -- | --- | - | --- | ----- | -- |
| 1. | СК «Динамо» (Берлін)  | 10 | 8   | 0 | 2   | 56:29 | 16 |
| 2. | «Динамо» (Вайсвассер) | 10 | 2   | 0 | 8   | 29:56 | 4  |

Скорочення: М = підсумкове місце, І = ігри, Пер = перемоги, Н = нічиї, Пор = поразки, Ш = закинуті та пропущені шайби, О = набрані очки

## Матчі
- «Динамо» (Вайсвассер) — СК «Динамо» (Берлін) 4:3
- СК «Динамо» (Берлін) — «Динамо» (Вайсвассер) 5:2
- «Динамо» (Вайсвассер) — СК «Динамо» (Берлін) 4:8
- СК «Динамо» (Берлін) — «Динамо» (Вайсвассер) 5:2
- «Динамо» (Вайсвассер) — СК «Динамо» (Берлін) 2:6
- СК «Динамо» (Берлін) — «Динамо» (Вайсвассер) 7:6
- «Динамо» (Вайсвассер) — СК «Динамо» (Берлін) 6:3
- СК «Динамо» (Берлін) — «Динамо» (Вайсвассер) 8:2
- «Динамо» (Вайсвассер) — СК «Динамо» (Берлін) 3:51
- СК «Динамо» (Берлін) — «Динамо» (Вайсвассер) 11:1

1 Матч був скасований, господарям була зарахована поразка 0:2.